# イーニッド・ブライトン
イーニッド・ブライトンもしくはエニッド・ブライトン（Enid Blyton、1897年8月11日 - 1968年11月28日）は、イギリスの女性児童文学作家。
エニッド・ブライトンの表記が日本では一般的。発音的には“ェイニッド”。

## 略歴
ロンドンの現サザーク区イースト・ダリッジ生まれ。
約600冊の本を書き、そのうち400冊は世界各国で翻訳され、日本でも多くの作品が翻訳されている。最も親しまれ、愛され続けている作家の一人である。
ロンドンのハムステッドで死去。

## 主な作品

### 「五人と一ぴき」シリーズ
- 『火をふく小屋』（三津村卓訳、実業之日本社、少年少女名作ミステリー 1） 1964年
  - 『あやしい家』（福島正実訳、実業之日本社、五人と一ぴき 6） 1969年
    - 『ミルトン屋敷の謎』（三津村卓訳、実業之日本社、五人と一匹 1） 2002年12月
      - 『五人と一匹見つけ隊 見つけ隊と燃える小屋のなぞ』（河合祥一郎訳、早川書房、ハヤカワ・ジュニア・ミステリ） 2021年4月
- 『きえたシャムネコ』（内田庶訳、実業之日本社、少年少女名作ミステリー 2） 1964年
- 『いじわるな手紙』（三津村卓訳、実業之日本社、少年少女名作ミステリー 4） 1964年
- 『くびかざりのゆくえ』（松本理子, 勝又紀子共訳、実業之日本社、少年少女名作ミステリー 5） 1964年
  - 『首飾りのゆくえ』（三津村卓他訳、実業之日本社、五人と一匹 2） 2002年12月
- 『ぬいぐるみのネコ』（前田三恵子訳、実業之日本社、少年少女名作ミステリー 7） 1965年
- 『見えないどろぼう』 （松本理子, 勝又紀子共訳、実業之日本社、少年少女名作ミステリー 8） 1965年
  - 『見えないどろぼう』（松本理子, 勝又紀子共訳、実業之日本社、五人と一ぴきシリーズ 8） 1969年
    - 『見えない犯人』（松本理子, 勝又紀子共訳、実業之日本社、五人と一匹 3） 2003年12月

### 「ゆかいなノディー」シリーズ
- 『ノディーおもちゃのくにへ』（くめみのる訳、講談社、ゆかいなノディー 1） 1976年12月
- 『ノディーとじどうしゃどろぼう』（かわさきひろし訳、講談社、ゆかいなノディー 2） 1976年12月
- 『ノディーのタクシーやさん』（なかやまともこ訳、講談社、ゆかいなノディー 3） 1976年12月
- 『ノディーとグルグルゴリー』（かわさきひろし訳、講談社、ゆかいなノディー 4） 1977年2月
- 『ノディーといたずらこおに』（くめみのる訳、講談社、ゆかいなノディー 5） 1977年2月
- 『ノディーのがくげいかい』（なかやまともこ訳、講談社、ゆかいなノディー 6） 1977年2月
- 『ノディーうみへいく』（くめみのる訳、講談社、ゆかいなノディー 7） 1977年5月
- 『ノディーのめいたんてい』（かわさきひろし訳、講談社、ゆかいなノディー 8） 1977年5月
- 『ノディーとまほうのけしゴム』（たるさわよしこ訳、講談社、ゆかいなノディー 9） 1977年5月
- 『ノディーのじどうしゃレース』（くめみのる訳、講談社、ゆかいなノディー10） 1977年6月
- 『ノディーにサンタがやってきた』（なかやまともこ訳、講談社、ゆかいなノディー 11） 1977年6月
- 『ノディーのたこたこあがれ』（たるさわよしこ訳、講談社、ゆかいなノディー 12） 1977年6月

### 「おもちゃの国のノディ」シリーズ
- 『ノディとおとしもの』（なかおえつこ訳、文溪堂、おもちゃの国のノディ 1） 1995年8月
- 『たいへんくるまがぬすまれた』 (ゆきたけのりこ訳、文溪堂、おもちゃの国のノディ 2) 1995年8月
- 『まほうのケシゴム』 (しもむらしょうこ訳、文溪堂、おもちゃの国のノディ 3) 1995年8月
- 『ノディとあめのひ』 (たきのしまるな訳、文溪堂、おもちゃの国のノディ 4) 1995年9月
- 『びょうきになったくるま』 (ゆきたけのりこ訳、文溪堂、おもちゃの国のノディ 5) 1995年9月
- 『ノディのたこあげ』 (なかおえつこ訳、文溪堂、おもちゃの国のノディ 6) 1995年10月
- 『あたらしいおともだち』 (しもむらしょうこ訳、文溪堂、おもちゃの国のノディ 7) 1995年10月
- 『ノディとサンタクロース』（瀧ノ島ルナ訳、文溪堂、おもちゃの国のノディ） 1995年11月
- 『ノディのついてないひ』 (瀧ノ島ルナ訳、文溪堂、おもちゃの国のノディ 8) 1995年12月
- 『ノディのぎゅうにゅうやさん』（中尾悦子訳、文溪堂、おもちゃの国のノディ 9） 1995年12月
- 『ノディのおまわりさん』 (下村昌子訳、文溪堂、おもちゃの国のノディ 10) 1995年12月

- 『おもちゃの国のノディ ノディ、いまなんじ?』 （文渓堂） 1996年11月
- 『おもちゃの国のノディ ノディ、どんないろ?』 （文渓堂） 1997年4月
- 『おもちゃの国のノディ ノディ、いっしょにかぞえてね』 （文渓堂） 1997年4月

- 『ノディのおくりもの』 (おだしまのりこ訳、主婦の友社、おもちゃのくにのノディえほん 1） 2006年4月
- 『ビッグイヤーのじてんしゃ』（おだしまのりこ訳、主婦の友社、おもちゃのくにのノディえほん 2） 2006年4月
- 『まほうのパウダー』（おだしまのりこ訳、主婦の友社、おもちゃのくにのノディえほん 3） 2006年4月

- 『おもちゃのくにのノディ めくっておぼえる「はんたいことば」』（おだしまのりこ訳、主婦の友社） 2006年8月
- 『おもちゃのくにのノディ めくっておぼえる「かたち」』（おだしまのりこ訳、主婦の友社） 2006年8月
- 『おもちゃのくにのノディ めくっておぼえる「もよう」』（おだしまのりこ訳、主婦の友社） 2006年8月

### ［おちゃめなふたご」シリーズ
- 『おちゃめなふたご』（佐伯紀美子訳、ポプラ社、ポプラ社の世界こどもの本） 1982年3月、のちポプラ社文庫、ポプラポケット文庫、のち田中亜希子訳でポプラキミノベル 2022年10月
- 『おちゃめなふたごの秘密』（佐伯紀美子訳、ポプラ社、ポプラ社文庫） 1983年6月、のち田中亜希子訳でポプラキミノベル 2023年9月
- 『おちゃめなふたごの探偵ノート』（佐伯紀美子訳、ポプラ社、ポプラ社の世界こどもの本） 1984年10月、のちポプラ社文庫、ポプラポケット文庫
- 『おちゃめなふたごの新学期』（佐伯紀美子訳、ポプラ社、ポプラ社文庫） 1985年4月、のちポプラポケット文庫
- 『おちゃめなふたごのすてきな休暇』（佐伯紀美子訳、ポプラ社、ポプラ社文庫） 1985年9月、のちポプラポケット文庫
- 『おちゃめなふたごのさいごの秘密』（佐伯紀美子訳、ポプラ社、ポプラ社文庫） 1986年8月、のちポプラポケット文庫
- 『おちゃめなふたご - クレア学院物語』（里美有紀編・訳、東京ムービー新社画、ポプラ社、テレビドラマシリーズ 7） 1991年4月
- 『おちゃめなふたごの同級生 - クレア学院物語』（里美有紀編・訳、東京ムービー新社画、ポプラ社、テレビドラマシリーズ 8） 1991年10月

### 「冒険」シリーズ
- 『冒険の島』（村野杏訳、新学社文庫） 1984年5月
- 『冒険の城』（村野杏訳、新学社文庫） 1984年5月
- 『冒険の谷』（村野杏訳、新学社文庫） 1984年10月
- 『冒険の海』（村野杏訳、新学社文庫） 1984年10月
- 『冒険の船』（村野杏訳、新学社文庫） 1993年4月
- 『冒険のサーカス』（村野杏訳、新学社文庫） 1990年12月
- 『冒険の川』（村野杏訳、新学社文庫） 1994年3月

### 「おてんばエリザベス」シリーズ
- 『おてんばエリザベス』（佐伯紀美子訳、ポプラ社文庫） 1986年1月
- 『おてんばエリザベスのすてきな夢』（佐伯紀美子訳、ポプラ社文庫） 1986年6月
- 『おてんばエリザベスのすてきな友だち』（佐伯紀美子訳、ポプラ社文庫） 1987年3月
- 『学校一のいたずらっ子エリザベス』（村野杏訳、山田千鶴子絵、新学社・全家研、少年少女こころの図書館） 1987年12月
- 『続・学校一のいたずらっ子エリザベス』（村野杏訳、山田千鶴子絵、新学社・全家研、少年少女こころの図書館） 1993年4月

### 「マロリータワーズ学園」シリーズ
※2人目の夫ケネス・ダレル・ウォーターズから名前をとった主人公ダレルの活躍する作品
- 『はりきりダレルは新入生』（佐伯紀美子訳、ポプラ社文庫） 1987年1月
- 『はりきりダレルと麗しの転校生』（佐伯紀美子、ポプラ社文庫） 1987年6月
- 『はりきりダレルと女優志望の女の子』（佐伯紀美子、ポプラ社文庫） 1988年3月
- 『はりきりダレルとかわいい妹』（佐伯紀美子、ポプラ社文庫） 1989年10月
- 『はりきりダレルとシンデレラ』（佐伯紀美子、ポプラ社文庫） 1990年7月
- 『はりきりダレルの卒業ノート』（佐伯紀美子、ポプラ社文庫） 1991年5月

### 「こちらおなじみ探険隊」シリーズ
- 『秘密の迷路をさがせ! - こちらおなじみ探険隊』（佐伯紀美子訳、ポプラ社文庫） 1987年11月
- 『謎のシグナルをさぐれ! - こちらおなじみ探険隊』（佐伯紀美子訳、ポプラ社文庫） 1988年7月

### 「シークレット・セブン」シリーズ
- 『変装雪だるま怪事件 - シークレット・セブン探偵ノート』（佐伯紀美子訳、ポプラ社文庫） 1988年4月
- 『夢のサーカス潜入事件 - シークレット・セブン探偵ノート』（佐伯紀美子訳、ポプラ社文庫） 1988年10月
- 『ひみつクラブとなかまたち』（立石ゆかり訳、浅見よう絵、オークラ出版、シークレット・セブン 1） 2007年8月
- 『ひみつクラブの大冒険!』（大塚淳子訳、浅見よう絵、オークラ出版、シークレット・セブン 2） 2007年8月
- 『ひみつクラブとツリーハウス』（草鹿佐恵子訳、浅見よう絵、オークラ出版、シークレット・セブン 3） 2007年10月
- 『ひみつクラブと五人のライバル』（加藤久哉訳、浅見よう絵、オークラ出版、シークレット・セブン 4） 2007年10月

### 「フェイマス・ファイブ」シリーズ
- 『フェイマス・ファイブ 宝島への大冒険』（眞方陽子訳、実業之日本社） 2003年12月
- 『フェイマス・ファイブ 島にいるのはだれだ!』（眞方陽子, 眞方忠道共訳、実業之日本社） 2004年11月
- 『フェイマス・ファイブ サーカス団の秘密』（眞方陽子, 眞方忠道共訳、実業之日本社） 2004年12月

### 「ベッツィ・メイ」シリーズ
- 『ベッツィ・メイとこいぬ』（小宮由訳、ジョーン・G・トーマス絵、岩波書店） 2015年4月
- 『ベッツィ・メイとにんぎょう』（小宮由訳、ジョーン・G・トーマス絵、岩波書店） 2015年5月

## ギャラリー

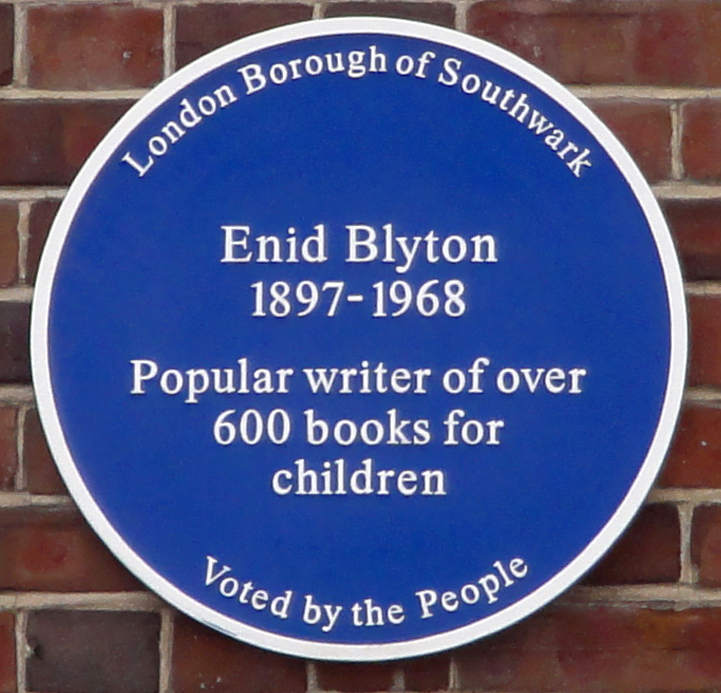
イースト・ダルウィッチ（英語版）のオンディーンロードにあるブライトンの子供時代の家のブルー・プラーク
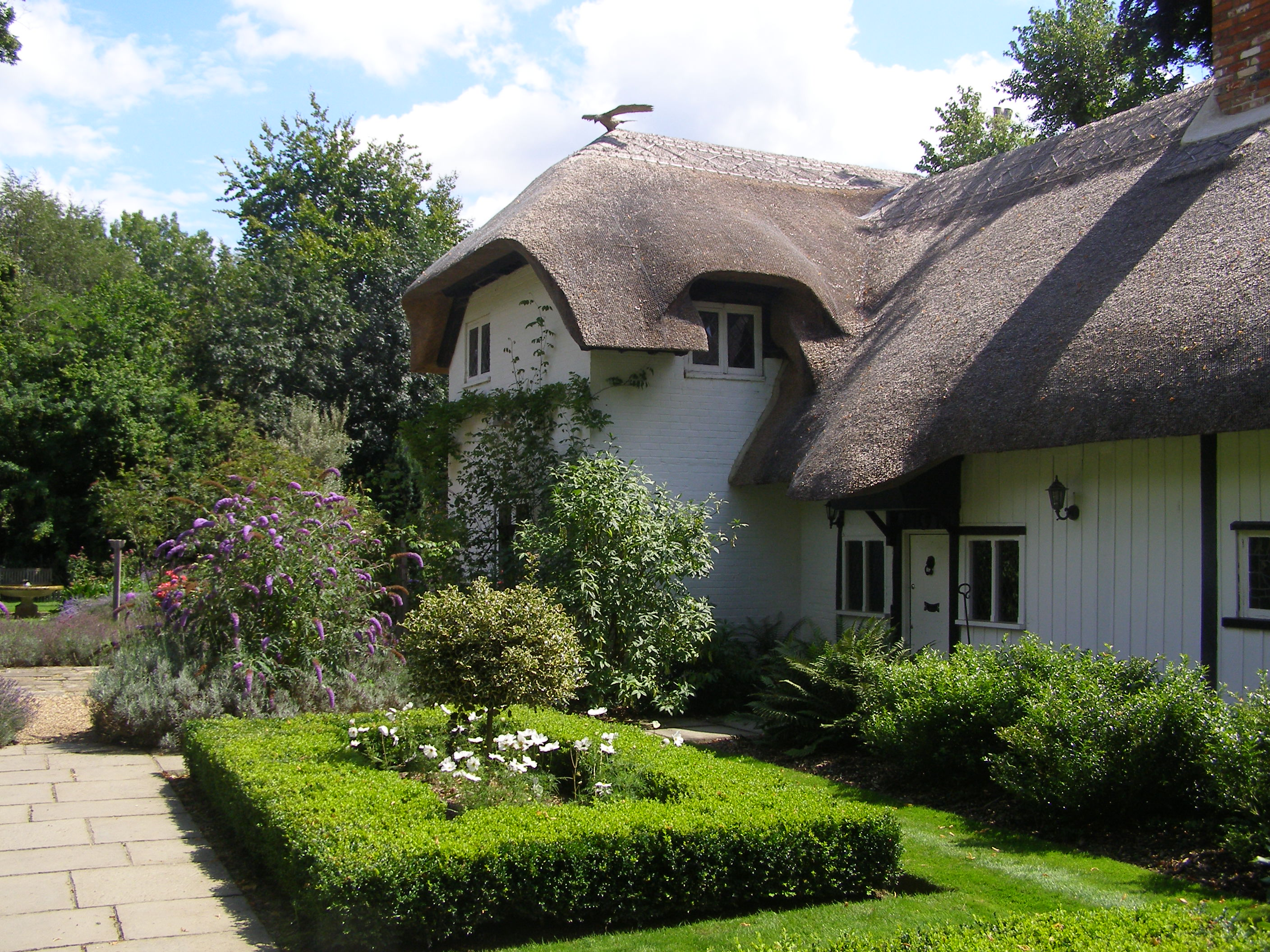
1929年から1938年まで最初の夫ヒュー・ポロック（英語版）と長女ジリアン・バヴァーストック（英語版）、次女イモージェン・スモールウッドと過ごしたボーンエンド（英語版）「オールドザッチ」
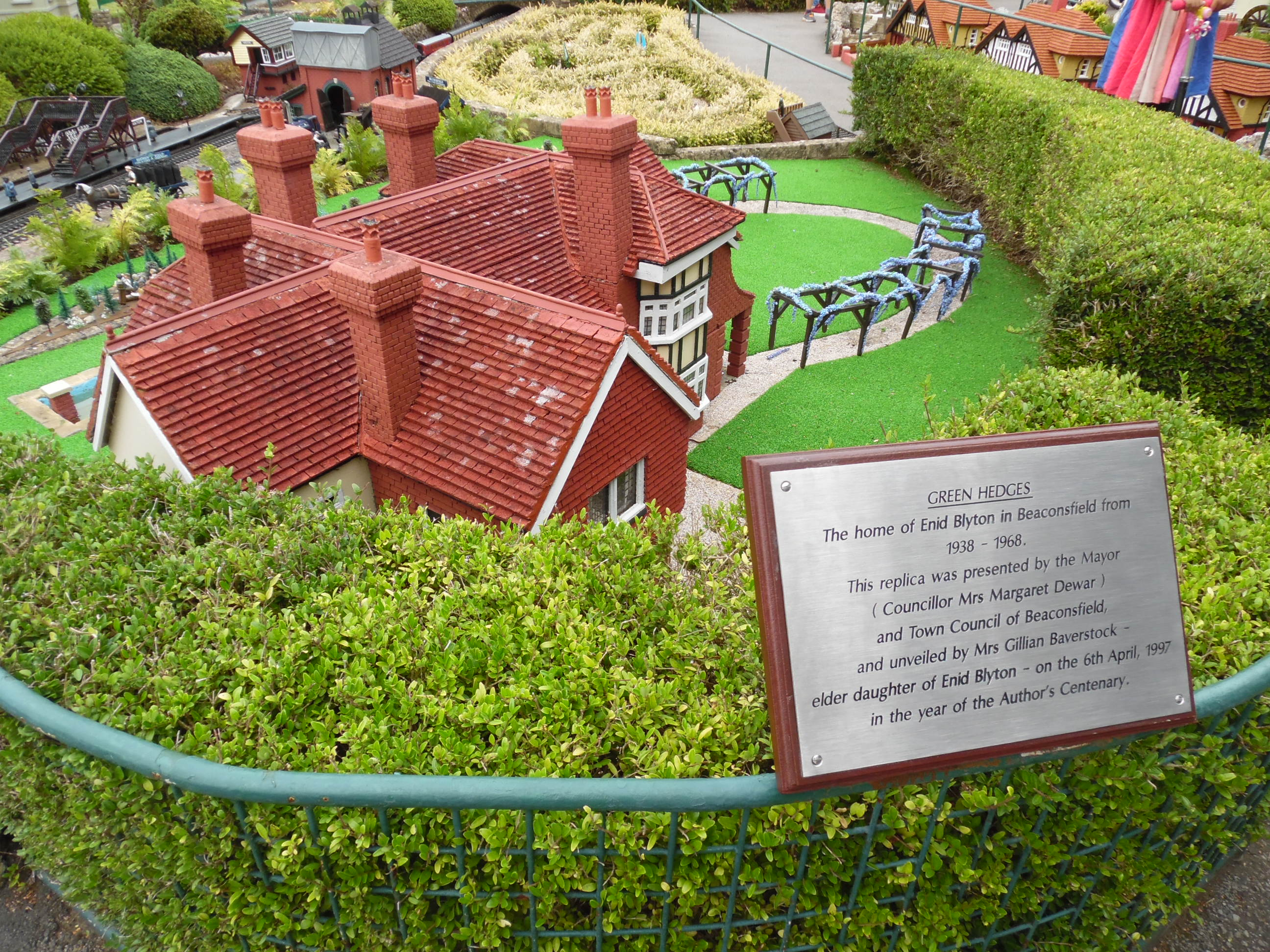
1938年から晩年まで過ごしたグリーンヘッジ（英語版）を再現したベコンスコット（英語版）モデルビレッジの建物